# خالد الملا
خالد الملا (انگلیسی: Khaled Al-Mulla؛ زادهٔ ۱۴ دسامبر ۱۹۶۷) بازیکن هندبال اهل کویت بود.